# Model de temps de falla accelerat
A l'àrea estadística de l'anàlisi de supervivència, un model de temps de falla accelerat (amb acrònim anglès AFT) és un model paramètric que proporciona una alternativa als models de perills proporcionals d'ús habitual. Mentre que un model de perills proporcionals suposa que l'efecte d'una covariable és multiplicar el perill per alguna constant, un model AFT suposa que l'efecte d'una covariable és accelerar o desaccelerar el curs de vida d'una malaltia per alguna constant. Això és especialment atractiu en un context tècnic on la "malaltia" és el resultat d'algun procés mecànic amb una seqüència coneguda d'etapes intermèdies.
En general, el model de temps de fallada accelerat es pot especificar com:
{\displaystyle \lambda (t|\theta )=\theta \lambda _{0}(\theta t)}
on {\displaystyle \theta } denota l'efecte conjunt de les covariables, normalment {\displaystyle \theta =\exp(-[\beta _{1}X_{1}+\cdots +\beta _{p}X_{p}])}. (Especificar els coeficients de regressió amb un signe negatiu implica que els valors alts de les covariables augmenten el temps de supervivència, però això és només una convenció de signes; sense signe negatiu, augmenten el perill). Això es compleix si es pren la funció de densitat de probabilitat de l'esdeveniment {\displaystyle f(t|\theta )=\theta f_{0}(\theta t)}; llavors se segueix per a la funció de supervivència que {\displaystyle S(t|\theta )=S_{0}(\theta t)}. A partir d'això és fàcil per veure que el temps de vida moderat {\displaystyle T} es distribueix de manera que {\displaystyle T\theta } i el temps de vida sense moderació {\displaystyle T_{0}} tenen la mateixa distribució. Conseqüentment, {\displaystyle \log(T)} es pot escriure com
{\displaystyle \log(T)=-\log(\theta )+\log(T\theta ):=-\log(\theta )+\epsilon }
on l'últim terme es distribueix com {\displaystyle \log(T_{0})}, és a dir, independentment de {\displaystyle \theta }. Això redueix el model de temps de fallada accelerat a l'anàlisi de regressió (normalment un model lineal) on {\displaystyle -\log(\theta )} representa els efectes fixos, i {\displaystyle \epsilon } representa el soroll. Diferents distribucions de {\displaystyle \epsilon } impliquen diferents distribucions de {\displaystyle T_{0}}, és a dir, diferents distribucions inicials del temps de supervivència. Normalment, en contextos analítics de supervivència, moltes de les observacions estan censurades: només sabem que {\displaystyle T_{i}>t_{i}}, no {\displaystyle T_{i}=t_{i}}. De fet, el primer cas representa la supervivència, mentre que el posterior representa un esdeveniment/mort/censura durant el seguiment. Aquestes observacions censurades a la dreta poden suposar reptes tècnics per estimar el model, si la distribució de {\displaystyle T_{0}} és inusual.
La distribució log-logística proporciona el model AFT més utilitzat. A diferència de la distribució de Weibull, pot presentar una funció de perill no monòtona que augmenta en els primers moments i disminueix en moments posteriors. Té una forma una mica similar a la distribució log-normal, però té cues més pesades. La funció de distribució acumulativa logística té una forma tancada senzilla, que esdevé important computacionalment quan s'ajusten dades amb censura. Per a les observacions censurades cal la funció de supervivència, que és el complement de la funció de distribució acumulada, és a dir, cal poder avaluar {\displaystyle S(t|\theta )=1-F(t|\theta )}.